# Juan Arvizu

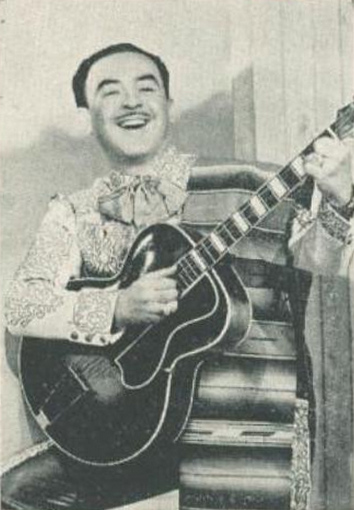
Juan Arvizu

Juan Nepomuceno Arvizu Santelices (* 22. Mai 1900 in Santiago de Querétaro; † 19. November 1985 in Mexiko-Stadt) war ein mexikanischer Sänger.

## Leben
Arvizu studiert ab 1922 am Konservatorium von Mexiko-Stadt bei José Pierson, der auch Sänger wie Jorge Negrete, José Mojica, Alfonso Ortiz Tirado, Pedro Vargas und Juan Pulido unterrichtet hatte. 1924 debütierte er als Sänger am Teatro Esperanza Iris in der lyrischen Oper La sonnambula. Er wurde schnell bekannt und sang im Jahr 1928 seine erste Plattenaufnahme beim Label Brunswick, Varita de nardo von Joaquín Pardavé. Die nächsten Aufnahmen entstanden bei Victor Records – am Ende seiner Laufbahn umfasste seine Diskographie ungefähr 2000 Titel, darunter “Prohibido”, “Pecado”, “Verdemar”, “Plegaria”, “Si dejaras de quererme”, “Qué fácil es decir”, “Señor juez”, “Arrepentimiento, “Salud, dinero y amor”, “Nuestra casita”, “La cumparsita”, “Mi Buenos Aires querido”, “Madreselva”, “Caminito”, “Una canción”, “Sinceramente”, “Corrientes y Esmeralda”, “Lágrimas de sangre”, “No cantes ese tango”, “Nido gaucho”, Tengo mil novias”, “Cada vez que me recuerdes” und “Mi único amor”. Besondere Bedeutung hatten in seinem Repertoire die Boleros seines Freundes Agustín Lara wie “Granada”, “Solamente una vez” und “María Bonita”.
Ab 1930 trat Arvizu im Rundfunk auf, zudem wirkte er in mehreren mexikanischen und kubanischen Musikfilmen mit. Während der 1940er Jahre trat er mit dem Dirigenten Alfredo Antonini und dem Akkordeonisten John Serry senior auf dem Columbia-Broadcasting-System-Funknetz für das Voice-of-America-Programm Vive America. Längere Zeit lebte er in Chile und Kolumbien. Nach seiner Rückkehr nach Mexiko konnte er nicht mehr an seine früheren Erfolge anknüpfen und zog sich 1967 von der Bühne zurück.